# HD 61555
HD 61555，又名CD-26 4707，SAO 174198、HR 2948，是一颗船尾座的恒星，视星等为4.5，位于銀經241.96，銀緯-2.44，其B1900.0坐标为赤經7h 34m 43.4s，赤緯-26° -2.44′ 27″。